# Deutsches Harmonikamuseum
Het Deutsches Harmonikamuseum is een museum in Trossingen in de Duitse deelstaat Baden-Württemberg. Het is gewijd aan harmonica's.

## Geschiedenis
Trossingen is bekend als vestigingsplaats van de grootste fabrikanten van harmonica's ter wereld. De marktleider onder hen, de fabrikant Hohner, kocht deze bedrijven in de loop van de jaren allemaal op. Het museum beperkt zich echter niet tot het merk Hohner alleen.
Het werd in 1991 geopend. Tijdens het 25-jarige jubileumsjaar 2016 werd het in een voormalige fabriekshal van Hohner heropend. De verhuizing en overleving van het museum was mogelijk door een nalatenschap van Margarita Fuchs-Hohner (1929-2011) en financiële ondersteuning van de stad Trossingen en de deelstaat Baden-Württemberg.

## Collectie
Een belangrijk deel van de collectie komt voor uit de geschiedenis van de Hohner-fabriek die in 1857 werd opgericht. Er worden documenten en allerlei andere stukken uit de geschiedenis van dit bedrijf getoond, waaronder promotiemateriaal.
Daarnaast is er de grootste collectie harmonica's ter wereld te zien, met bij elkaar 25.000 mondharmonica's en 500 accordeons. Daarnaast is er een archief waaruit speelfilms en documentaires bekeken worden die over harmonica's gaan. Daarnaast worden er lezingen, workshops en concerten gegeven.

## Galerij
| accordeon |  | mondharmonica |
| accordeon |  | mondharmonica |